# Чарлз, Юджиния
Мэри Юджиния Чарлз (англ. Mary Eugenia Charles; 15 мая 1919, Пуэнт-Мишель, Доминика — 6 сентября 2005, Фор-де-Франс, Мартиника) — доминикский политический деятель, премьер-министр Доминики в 1980—1995 годах. Первая женщина, возглавившая правительство в странах Карибского бассейна, первая женщина в Северной Америке, ставшая премьер-министром после победы своей партии на выборах. Проводила правую консервативную политику, ориентировалась на американскую администрацию Рональда Рейгана. Отличалась жёстким стилем управления, подавила несколько попыток государственного переворота. Получила прозвище Железная леди Карибского бассейна.

## Происхождение, образование, профессия
Родилась в католической семье из рыбацкой деревни. Дед Юджинии Чарлз был плантационным рабом. Мать — Джозефин Чарлз (урождённая Делони) — занималась бакалейной торговлей в Розо и управляла пекарней. Отец — Джон Баптист Чарлз — владел фермой, экспортировал цитрусовые в США и Великобританию, стал крупным предпринимателем, основал островной банк.
Джон Баптист Чарлз был также был также видным доминикским политиком, сторонником панафриканизма. Он выступал против произвола колониальных властей, за предоставление Вест-Индии статуса доминиона и расширение самоуправления, сотрудничал с Маркусом Гарви. В 1935 году Чарлз-старший пожертвовал значительную сумму денег на помощь Эфиопии в войне с Италией.
Мэри Юджиния Чарлз воспитывалась в соответствующем духе. Впоследствии она называла своего отца великим человеком и говорила, что многим в жизни обязана отцовскому воспитанию. В частности, во главе правительства она отдавала приоритет фермерским интересам.
Образование Юджиния Чарлз получила в католической школе на Гренаде, затем в Торонтском университете и в Лондонской школе экономики и политических наук. Вернувшись на Доминику, занималась юридической практикой, стала первой на острове женщиной-адвокатом. Теоретически специализировалась на преступности несовершеннолетних, практически — на защите прав собственности.

## Оппозиционный политик
Политикой Юджиния Чарлз начала заниматься в 1960-е годы, когда правительство Эдварда Оливера Леблана ввело жёсткие ограничения на деятельность оппозиционных партий и свободу прессы. Юджиния Чарлз примкнула к группе политических, профсоюзных и религиозных деятелей, выступавших против авторитарного правления Доминикской лейбористской партии.
В 1968 году Юджиния Чарлз участвовала в создании Доминикской партии свободы (DFP). Партия занимала правоконсервативные антикоммунистические позиции. В то же время DFP выступала за соблюдение демократических свобод, социальные программы и борьбу с коррупцией. Партия пользовалась поддержкой доминикских профсоюзов, ориентированных на американское профобъединение АФТ-КПП.
На выборах 1970 Юджиния Чарлз была избрана в законодательную палату Доминики. Она занимала подчёркнуто враждебную правительству позицию, демонстративно нарушала введённый дресс-код, однажды явившись на парламентское заседание в купальном костюме. В 1972 возглавила DFP и оставалась во главе партии до 1995.

## Премьер-министр

### Приход к власти
В 1978 году была провозглашена независимость Доминики. Оппозиция развернула массовые выступления против лейбористского правительства Патрика Джона. Партия Юджинии Чарлз активно участвовала в массовых протестах 29 мая 1979, результатом которых стало падение кабинета Джона. При этом консервативная DFP действовала в ситуативном союзе с леворадикальной частью оппозиции (Движением освобождения Доминики) и недовольными лейбористами во главе с Оливером Серафином, чьё коалиционное правительство сменило Патрика Джона — такого рода прагматизм был характерен для Чарлз.
На парламентских выборах 1980 года победу одержала DFP, получившая 17 мест из 21 в парламенте. Правительство возглавила Ю. Чарлз (первая женщина на посту премьер-министра в странах Карибского бассейна, первая женщина в Северной Америке, ставшая премьер-министром после победы своей партии на выборах). Она стала также министром обороны, финансов и иностранных дел.
Политическая элита, связанная с лейбористской партией, особенно командование Сил самообороны Доминики (DDF) негативно восприняли смену власти. Особенное недовольство вызвал немедленно внесённый Чарлз законопроект, позволявший правительству увольнять офицеров DDF, подозреваемых в уголовном преступлении (при правительстве Патрика Джона доминикские военные были фактически неприкосновенны).

### Политическая борьба
Военнослужащие DDF организовали крупную акцию протеста в Розо 30 декабря 1980. Их поддержали доминикские растаманы. Несколько недель спустя был похищен и убит растаманами фермер, известный своей лояльностью правительству DFP.
Ю. Чарлз проявила во главе правительства жёсткость и упорство. 13 февраля 1981 года она объявила о раскрытии военного заговора и ввела чрезвычайное положение. 7 марта были расформированы DDF, арестованы несколько офицеров. С помощью британских и французских инструкторов удалось быстро отстроить лояльные правительству полицейские силы.
В апреле 1981 в США был сорван план вторжения наёмников на Доминику (операция «Красная собака»), разработанный группой белых расистов, неонацистов и ку-клукс-клановцев. Заговорщики, собрав личное оружие, боеприпасы, взрывчатку, резиновые лодки и чёрно-белый флаг со свастикой, собирались раздобыть судно для отплытия на Доминику, однако капитан, к которому один из них обратился под видом агента ЦРУ, сообщил в Бюро алкоголя, табака, огнестрельного оружия и взрывчатых веществ. Хотя бывший премьер Патрик Джон, которому участники заговора отводили роль марионеточного лидера, на тот момент уже был арестован, они не прекращали своих попыток, так что были задержаны в Новом Орлеане и приговорены к трехлетним срокам тюрьмы за нарушение Акта о нейтралитете 1794 года.
В конце декабря 1981 Чарлз сумела подавить попытку государственного переворота, предпринятую бывшим командующим DDF майором Фредериком Ньютоном. Путчисты также намеревались восстановить у власти Патрика Джона. Ньютон был приговорён к смертной казни и в 1986 повешен. Джон осуждён на двенадцать лет заключения, из которых отсидел пять.
Юджиния Чарлз заявляла, что целью путчистов была организация на Доминике центра производства и реализации марихуаны.

### Внутренняя и экономическая политика
Консервативное правительство Чарлз активно стимулировало экономическое развитие Доминики. Жёсткая финансовая и налоговая политика позволила привлечь иностранные капиталовложения и аккумулировать значительные для Доминики средства. Они были инвестированы в дорожную инфраструктуру, электрификацию, восстановление производства бананов и кокосов, подорванное ураганом 1979. Уровень инфляции снизился с 30 % до 5 %. Следуя рекомендациям МВФ, Юджиния Чарлз значительно урезала расходы на госаппарат. Экономическое положение Доминики было лучшим в Карибском регионе. Осуществлялись также экологические программы, в частности, защита редкого вида попугаев, обитающих только на Доминике. Отмечался рост туризма, хотя Чарлз не проявляла заинтересованности в его массовости.
Управленческий стиль Чарлз считался авторитарным, но политические свободы и правовые нормы при этом соблюдались. Несмотря на жёсткость, она была популярна в стране, имела прозвище Mamo.

Даже её критики признают, что благодаря Mamo доминикцы обрели самоуважение.

Популярность Юджинии Чарлз была особенно высока в доминикском среднем классе, особенно среди фермеров. Негативно относились к ней представители беднейших слоёв, левоориентированная интеллигенция, криминалитет и растаманы.

### Союз с Рейганом
Во внешней политике Юджиния Чарлз ориентировалась на американскую администрацию Рональда Рейгана и британское правительство Маргарет Тэтчер. Подчёркивалась приверженность Доминики британским политическим традициям, выражалась благодарность Великобритании за помощь в развитии острова.
Широкую известность в мире Юджиния Чарлз получила с 1983 года, когда правительство Доминики сыграло видную роль в политическом обеспечении вторжения США на Гренаду. После октябрьского переворота на Гренаде и убийства Мориса Бишопа Юджиния Чарлз инициировала совещание Организации Восточно-карибских государств (ОВКГ). Она заявила, что переворот совершён сторонниками СССР и Кубы (что соответствовало действительности), опасавшимися, что Бишоп пойдёт на проведение свободных выборов. Премьер-министр Доминики была уполномочена обратиться к США с просьбой о военном вмешательстве от имени ОВКГ. 25 октября 1983 Юджиния Чарлз объявила о начале вторжения совместно с Рональдом Рейганом. По некоторым данным, за политическую поддержку в гренадском кризисе США оказали Доминике дополнительную финансовую помощь.
В 1980-х годах Юджиния Чарлз (Доминика), Эдвард Сиага (Ямайка), Том Адамс (Барбадос), Герберт Блэйз (Гренада) сформировали своего рода «рейганистский альянс Вест-Индии». В то же время, несмотря на антикоммунизм своих взглядов, Чарлз установила торговые отношения с Кубой, мотивировав это необходимостью экономической поддержки доминикских фермеров.
В 1991 году премьер-министр Доминики была возведена Елизаветой II в рыцарское достоинство и стала именоваться dame — женский эквивалент именования сэр.

## Последние годы
В 1992 года Чарлз была президентом ежегодного конгресса  Международной федерации женщин-юристов, будучи избрана на этот пост в 1990 году. Юджиния Чарлз оставалась премьер-министром Доминики на протяжении пятнадцати лет. В последние годы её премьерства популярность DFP снизилась из-за социальных издержек экономической политики. На выборах 1995 года партия получила наибольшее количество голосов, однако в силу особенностей избирательной системы потеряла парламентское большинство. Юджиния Чарлз подала в отставку с поста премьер-министра.
После отставки в 1995 году Юджиния Чарлз читала лекции в США и в Университете Вест-Индии, участвовала в деятельности некоммерческой правозащитной организации Центр Джимми Картера.
Скончалась от послеоперационных осложнений в возрасте 86 лет.

## Семья и личность
Юджиния Чарлз никогда не была замужем и не имела детей. Трое её братьев стали врачами, сестра — католической монахиней.
Джон Баптист Чарлз, отец Юджинии Чарлз, дожил до 107-летнего возраста и увидел свою дочь на посту премьер-министра.
Среди личностных качеств Юджинии Чарлз отмечались храбрость (что проявилось во время путчей), трудоголизм, жёсткость, конфликтность и высокомерие. Наблюдатели обращали внимание на её способность управлять мужскими коллективами, подавляя протесты подчинённых. При этом она была безразлична к оценкам своей личности. Юджиния Чарлз получила прозвище Железная леди Карибского бассейна.